# Giorgio Centurione
Giorgio Centurione (ur. 23 kwietnia 1553 w Genui, zm. 11 stycznia 1629 tamże) – doża Genui od 22 czerwca 1621 do 22 czerwca 1623.
Jego żoną była Lelia Spinola, a córką – Virginia Centurione, wdowa Bracelli (ur. 2 kwietnia 1587, zm. 1651). Virginia została ogłoszona błogosławioną, 22 września 1985 roku, przez papieża Jana Pawła II.